# Кирквуд, Сэмюэл
Сэмюэл Кирквуд (англ. Samuel Jordan Kirkwood; 20 декабря 1813, Харфорд, Мэриленд — 1 сентября 1894, Айова-Сити, штат Айова) — американский политический деятель, дважды занимал пост губернатора штата Айова, избирался сенатором, а также занимал пост министра внутренних дел США.

## Биография
Сэмюэль Кирквуд изучал право, в 1843 году был принят в коллегию адвокатов, через два года стал окружным прокурором. В 1850 году принял участие в заседании представителей, принявших конституцию штата Огайо. Позднее был избран на пост губернатора штата Айова.
Ушёл в отставку со своего поста в 1865 году, и был назначен президентом Авраамом Линкольном послом в Данию. В 1866 году он сменил в Сенате Соединённых Штатов Джеймса Харлана. В 1875 году он вновь получил пост губернатора штата Айова, в 1876 был избран в Сенат, и занимал этот пост до 1880 года, когда президент Джеймс Гарфилд назначил его министром внутренних дел; на этот посту он находился до 1885 года.